# Jesús Rodríguez (worstelaar)
Jesús Rodríguez (Van Nuys (Californië), 17 februari 1986) is een Amerikaans professioneel worstelaar die werkzaam was bij de WWE als Ricardo Rodriguez.

## Professioneel worstelcarrière

### Opleiding (2010-2011)
In 2010 ondertekende Rodríguez een contract met World Wrestling Entertainment en was verwezen naar hun opleidingscentrum, Florida Championship Wrestling (FCW). Op 2 december 2010 maakte Rodríguez, onder de ringnaam Chimaera, zijn FCW-debuut.
Sinds zijn verschijning op de WWE-televisie, hij worstelde verder op FCW als Ricardo Rodriguez. Op 28 augustus 2011 zei Ricardo Rodriguez dat Alberto Del Rio een werknemer was van zijn vaders agentschap. Rodriguez vormde met Conor O'Brian, Tito Colon, Kenneth Cameron en Raquel Diaz een stable, "The Ascension", maar al snel werd de stable opgedoekt.

### Hoofdrooster (2010-2014)
Op 20 augustus 2010 debuteerde Rodriguez voor de WWE op het SmackDown-brand als Ricardo Rodriguez, een persoonlijke ringaankondiger van Alberto Del Rio. Naast ringaankondiger, zou hij Del Rio helpen om zijn matchen te winnen door tegenstanders van Del Rio af te leiden. In de aflevering van NXT op 4 januari 2011, in een battle royal voor de NXT Pro's, Rodriguez nam de plaats in van Del Rio maar was snel geëlimineerd door R-Truth. Tijdens de zomer 2011 was Rodríguez meermaals te zien in de backstage waar hij onder andere Big Show heeft aangereden met de auto. Op At TLC: Tables, Ladders & Chairs 2011), Rodriguez probeerde om Del Rio te helpen om het WWE Championship te bemachtigen tijdens Del Rio's Triple Threat Tables, Ladders and Chairs match.
Op Royal Rumble 2012 nam Rodríguez deel aan de Royal Rumble match maar hij werd geëlimineerd door Santino Marella. In juni 2012 was Rodríguez, samen met Del Rio, meermaals betrokken in een vete met Sheamus over het World Heavyweight Championship. Door deze vete verkleedde Rodríguez zichzelf als Sheamus door hem uit te dagen. Tussendoor had Rodríguez zelf een eigen vete met Santino Marella en dit leidde tot een Tuxedo match tussen hen op No Way Out 2012, die gewonnen werd door Marella. In het najaar van 2012 begon Rodríguez te worstelen als een gemaskerde luchador, El Local. Op 3 november 2012 debuteerde hij als El Local op Saturday Morning Slam en verloor van Sin Cara.
Op 31 juli 2014 maakte WWE bekend dat ze overeenstemming met Rodríguez hadden gevonden over het beëindigen van zijn contract.

## In het worstelen
- Finishers
  - Als Ricardo Rodriguez
    - Corkscrew moonsault – FCW

  - Als Chimaera
    - Chimaera's Rage

- Signature moves
  - Corner springboard enzuigiri
  - Dropkick
  - Moonsault
  - Neckbreaker
  - Springboard of diving crossbody

- Bijnamen
  - "R-Rod"

- Worstelaars gemanaged
  - Alberto Del Rio
  - Brodus Clay

- Entreethema's
  - "Realeza" van Jim Johnston ft. Mariachi Real de Mexico (20 augustus 2010–heden)
  - "Hot Tamales" van Ira Ingber & Gary Tigerman (25 mei 2012–heden)

## Prestaties
- Battleground Pro Wrestling
  - BPW Maximum Championship (1 keer)

- CWX
  - CWX Lucha Libre Championship (1 keer)

- Insane Wrestling League
  - IWL Tag Team Championship (1 keer met Jason Watts)

- New Wave Pro Wrestling
  - NWPW Tag Team Championship (1 keer met Jason Watts)

- NWT/NTLL
  - NWT/NTLL Light Heavyweight Championship (1 keer)

- Vendetta Pro Wrestling
  - Vendetta Pro Tri-Force Championship (1 keer)

- Wrestling Observer Newsletter
  - Best Non-Wrestler (2011)